# Ojkanje
Ojkanje (ili treskanje, orzenje, rozganje) je vjerojatno najstarija vrsta narodnog pjevanja u Hrvatskoj. Smatra se da je ojkanje ostatak predslavenskog pjevanja s područja antičke Dalmacije (današnje Dalmacije, BiH i Crne Gore), koje su Hrvati usvojili i sačuvali. UNESCO-ov Odbor za nematerijalnu kulturnu baštinu svijeta 16. studenoga 2010. uvrstio je glazbeni izričaj ojkanje na popis ugrožene nematerijalne svjetske baštine.
Ojkanje (također vojkanje, treskanje, zavijanje, grohotanje) je poseban način pjevanja slogova hoj, voj, oj, duljim tremoliranjem ili također duljim ili kraćim melismima. Javlja se kao pripjev u desetarčkim i osmeračkim pjesmama, a izvodi se pojedinačno u tzv. samačkim i putničkim pjesmama ili češće dvoglasno; dok jedan pjevač drži otegnute tonove iste visine tj. vojka, oči, drugi treska, potresa, tj. tremolira. Pjevač koji treska započinje za kvartu ili tercu više od ležećeg tona spuštajući glas i postupno ga smirujući u unisonu s drugim pjevačima. Ojkanje je u raznim oblicima najrasprostranjenije u Lici, Dalmaciji (osobito Dalmatinskoj zagori) i Hercegovini. Ojkalica se u Sinju tradicionalno zove rera, a u Imotskom i okolici te u zapadnoj Hercegovini ganga. Obično se ojkajući ispjevavajući kratki stihovi, najčešće šaljive rime. Gange ili gangalice su narodne pjesme koje se izvode na način primitivne polifonije, posebno raširene u okolici Imotskog.
U Sjevernoj Hrvatskoj i u Turopolju zove se po junaški (ako pjevaju muškarci) i po devojački (ako pjevaju žene), na karlovačkom području i u Lici rozganje – dijaloško pjevanje koje se izvodi potresanjem glasa, u Podvelebitju i Ravnim kotarima – orzenje, orzanje, u Bukovici - groktanje, u šibenskom području, od Krke do Dalmatinske zagore se naziva ojkavica. Još jedna inačica ojkavice javlja se u području Dalmatinske i naziva se treskovica ili potresalica, danas zvana starovinsko pjevanje, a noviji načini zovu se oja noja, rera, u Imotskoj krajini i Hercegovini to je ganga, a starovinsko pjevanje tamo se naziva putničko ili kiridžijsko pjevanje, dok je u Konavlima ustresalica. Poseban je naziv pjevanja na Banovini zvan ojkača.

## Odlike
Za južnu Dalmaciju svojstveno je jednoglasno pjevanje, a česti su kratki vokalni oblici s ojkanjem, osebujnim načinom pjevanja melodijskih ukrasa na slog oj, uz izrazito potresanje glasom. Najčešće ga izvodi dvoje pjevača (muška ili ženska), a svaka pjesma traje onoliko koliko vodeći pjevač može držati dah. Melodije su uglavnom jednoglasne, a pjesme temama variraju od ljubavnih do aktualno društvenih i političkih tema.
Ojkanje je opstalo zahvaljujući organiziranim skupinama lokalnih narodnih pjevača koji su tradiciju ojkanja prenosili pjevajući na seoskim svečanostima u Hrvatskoj, ali i diljem svijeta. Danas se ojkanje prenosi i naučava usmeno u organiziranim folklornim društvima, ali i modernim audio- i videozapisima. No, vještina tehnika individualnog tresenja glasom i brojnih dvodijelnih oblika ovisi većinom o vještini samih pjevača i njihovoj sposobnosti obrazovanja novih generacija.
Posljedice velikosrpske agresije i neprestana seoba seoskog stanovništva u grad smanjile su broj izvođača ojkanja, čime su se izgubili mnogi arhaični stilovi i žanrovi solo pjevanja. Stoga UNESCO ističe potrebu prijenosa ovog tradicijskog načina pjevanja na mlađe generacije, za što je potrebno istraživanje, dokumentiranje i međunarodna razmjena s državama koje imaju istu i sličnu tradiciju.
Pjesma traje koliko i dah glavnog pjevača. Ženska pjevanja su uvijek u donjem registru, a muška u gornjem.

## Povijest istraživanja i tumačenja
O glazbi i plesovima stanovništva sjeverne Dalmacije pisao je talijanski redovnik Alberto Fortis u svom Putu po Dalmaciji (1774.), u kojemu navodi da „tradicijske pjesme mnogo pridonose održavanju starinskih običaja; stoga njihove igre i plesovi, kao i obredi, potječu iz najdavnijih vremena”. Sličan stav zastupa i Ljudevit Kuba krajem XIX. st. koji navodi da „nema sumńe, da tu stojimo pred ostavštinom davnih, pradavnih vijekova”. Antun Dobronić zastupa da se „u pjevu sloga oj ... nalazi ... neka vrsta glazbene prastanice”, dok Cvjetko Rihtman zaključuje da „ova specifična polifona praksa zaista predstavlja relikt ilirske muzičke kulture”.

## Poveznice
- Ganga
- Hrvatska kulturna baština
- Nematerijalna kulturna baština
- Nematerijalna svjetska baština

## Vanjske poveznice
- Ojkanje i ganganje  Arhivirana inačica izvorne stranice od 11. travnja 2010. (Wayback Machine)
- Grozdana Marošević, Jednoglasno ojkanje u povijesnoj perspektivi, Institut za etnologiju i folkloristiku, Vol.43 No. 1., lipanj 2006., Zagreb, Hrvatska
- Antun Dobronić, Zbornik za narodni život i običaje južnih Slavena[neaktivna poveznica], knjiga XX., svezak 1., 1915., Jugoslovenska akademija znanosti i umjetnosti, Zagreb
- www.fon.hum.uva.nl/paul/CroatianFolkSinging/Welcome.html audio primjeri ojkanja (wav format) ansambla LADO, lokalnih pjevača iz Posušja i Podbablja (engl.)